# Jana (revista de Sarpe)
Jana, subtitulada La mejor revista semanal para chicas, fue un tebeo de periodicidad semanal lanzado por Sarpe en 1983. Incapaz de competir con la Editorial Bruguera, acabó pereciendo en 1985, junto al otro semanario de historietas de la editorial, Fuera Borda. Estaba dirigido por Ana Rosa Semprún.
| Aparición | Números        | Título                 | Título original                                      | Historia de "continuará"                                                                     | Autoría                                         | Procedencia/Tipo |
| --------- | -------------- | ---------------------- | ---------------------------------------------------- | -------------------------------------------------------------------------------------------- | ----------------------------------------------- | ---------------- |
|           | 1 a 97         | Jana                   |                                                      | El castillo de los murcielagos (1 a 6), La indeseable bella (7 a 11), La sirena (11, 13, 15) | Andreas Brandt (texto), Purita Campos (dibujos) |                  |
|           | 1 a 11, 13, 15 | Pensión guau-miau      |                                                      |                                                                                              | José Casanovas                                  |                  |
|           | 1              | Las modelos            | El pueblo fantasma                                   |                                                                                              |                                                 |                  |
|           | 1 a 11, 13, 15 | Nora                   |                                                      |                                                                                              | Patty Klein (texto), Jan Steeman (dibujos)      |                  |
|           | 1 a 11         | Paula                  |                                                      | La mujer voladora                                                                            | Andreas Brandt (texto), Redondo (dibujos)       |                  |
|           | 1 a 10         | Yoko Tsuno             |                                                      | La espiral del tiempo                                                                        | Roger Leloup                                    |                  |
|           | 1 a 3, 7, 9    | Minacha                |                                                      | Rescata contra reloj (1 a 3), Un tesoro de coche (7), Un gallo veleta (9)                    | Renoy                                           |                  |
|           | 2              | Diana y Elena          | Las flores extraterrestres                           |                                                                                              |                                                 |                  |
|           | 3              | Lina                   | Concurso para aficionados                            |                                                                                              |                                                 |                  |
|           | 3 a 5          | Mimi                   |                                                      | LLega el circo                                                                               | Patty Klein (texto), Comos (dibujos)            |                  |
|           | 4              | Melania                | El guigñol magico                                    |                                                                                              |                                                 |                  |
|           | 5              | Carla                  | Peligro en la obscuridad                             |                                                                                              |                                                 |                  |
|           | 6, 11          | Trío de Damas          | ¡Un rallye accidentado! (6), Pánico en Niacunda (11) |                                                                                              | Jean-Luc Vernal (texto), Renaud (dibujos)       |                  |
|           | 6 a 11, 13     | Anita                  |                                                      | Un gran talento                                                                              | N. Worker (texto), María Barrera (dibujos)      |                  |
|           | 8              | Bea                    | El canto del cisne                                   |                                                                                              |                                                 |                  |
|           | 10             | Gabriela               | Sábado perdido                                       |                                                                                              |                                                 |                  |
|           | 11, 13, 15     | Mónica                 |                                                      | Un robo espectacular                                                                         | Otto Veenhoven (texto), Comos (dibujos)         |                  |
|           | 13, 15         | Alicia                 |                                                      | La carrera                                                                                   | Jordi Franch                                    |                  |
|           | 15             | El árbol de los juegos |                                                      |                                                                                              | Rafael González Negrete                         | Pasatiempos      |
|           | 15             | Linda                  |                                                      | El lago de plata                                                                             |                                                 |                  |